# Jiři Strniště
Jiři Strniště (Dašice, regio Pardubice, 24 april 1914 – Praag, 30 juli 1991) was een Tsjechisch componist en dirigent.

## Levensloop
Strniště had al in jonge jaren een voorliefde voor de muziek. Hij kreeg vioolles van de kapelmeester Vejdy van het kleine orkest uit Dašice. Maar zijn ouders vertrok hij  naar Lomnice nad Popelkou. Van daaruit ging hij op het Real-Gymnasium te Nové Pace. Aansluitend ging hij aan de nijverheidsschool te Praag. Maar spoedig wisselde hij aan het Statelijk conservatorium in Praag en studeerde daar compositie en orkestdirectie. 
Hij studeerde dirgeeren bij Pavel Dědeček van 1932 tot 1936 en compositie bij Rudolf Karel van 1932 tot 1933 en viool bij Otakar Sín van 1933 tot 1936. Hij was ook in de meesterklas voor compositie bij Vítězslav Novák.
Als dirigent werkte hij aan de theaters van Kladno van 1937 tot 1938, van Pardubice in 1938 en 1939, van Olomouc van 1939 tot 1943. Eveneens was hij dirigent van de filharmonische koor Žerotín. Verder dirigeerde hij aan het theater van Liberec van 1943 tot 1944, in Praag en Teplice in 1945 en daarna in Ostrava van 1945 tot 1946. Aansluitend werkte hij voor de Tsjechische omroep als componist en voor de instrumentatie. Daarna als dramaturg bij de statelijke Tsjechische film van 1949 tot 1952. Dit was voor hem een tussenstation als dramaturg aan de Nationale Opera in Praag, waar hij tot 1960 werkte. 
Naast dit werk was hij bezig met het componeren en schreef voor vele genres.

## Composities

### Werken voor orkest
- 1952 Lidovou suita, suite
- 1953 Malou serenádu, voor strijkers
- 1954 Burlesku, voor twee piano's en orkest
- 1954 Legendu
- 1954 Romanci, voor cello en strijkorkest
- 1954 Tři tance
- 1955 Život, symfonisch gedicht
- 1957 Večerní setkání - suite voor piano en orkest
  1. Valse
  2. Nocturno
  3. Tango
  4. Foxtrot
- 1957 Na přátelství - suite voor orkest
  1. Serenáda-Na sekvenci
  2. Polka-Na radost
  3. Valčík
- 1958 Vzpomínku (Herinneringen), voor viool en klein orkest
- 1963 Slavnostní pochod, voor orkest
- 1968 Dramatická předehra (Dramatische Ouverture)
- 1972 Mládí (Jeugd), rondo voor orkest
- 1973 Nocturno, voor harp en strijkorkest
- 1973 Raketou na Petrodvorce, voor orkest
- 1977 Ricordo, voor viool en klein orkest
- 1978 Concert, voor hoorn en kamerorkest
- 1978 Nocturno, voor strijkorkest
- 1978 Rumunský tanec, voor strijkorkest
- 1979 Romance a rondo, voor cello en strijkorkest
- 1980 Variace na slezskou lidovou píseň, voor orkest

### Werken voor harmonieorkest
- 1972 Jubilejní předehra (Jubelouverture), voor harmonieorkest
- 1974 Oheň spartakiády (Feuer der Spartakiade), mars
- 1978 Rozjímání, Sousedská voor harmonieorkest
- 1979 Obrázek ze slavnosti, voor harmonieorkest

### Cantates
- 1949 Mladým komunistům, cantate voor bariton, gemengd koor en orkest

### Muziektheater

#### Operettes
- 1955 Hrdinové na zámečku

### Werken voor koren
- 1946 Věříme a pohrdáme, liederencyclus voor gemengd koor
- 1949 Havíři, voor gemengd koor - tekst: J. Aldy
- 1953 Lidový chorál, voor gemengd koor
- 1972 Rodná země, voor gemengd koor
- 1978 Ty jediná nechceš nic, voor gemengd koor - tekst: Mir. Floriana
- 1982 Trojí majestát, voor gemengd koor - tekst: V. Závady
- Pionýrská, voor kinderkoor
- Pozdrav přátelům, voor gemengd koor en orkest
- Půjde se ti snáze, voor gemengd koor

### Vocale muziek
- 1975 Žena, liederencyclus voor tenor en piano
- 1979 Písně, voor bariton en piano - tekst: Františka Halase
- Podzimní písně, voor bariton en piano

### Kamermuziek
- 1953 rev.1971 Dětské hry, suite voor twee hobo's en fagot
- 1955 Sonáta voor hobo en piano
- 1973 Suita, voor 2 trompetten en 2 trombones
- 1973-1983 Čtyři chorovody s intrádou, voor vier hoorns
- 1974 Pro dobrou náladu, voor fagot en piano
- 1975 Oktet, voor 2 klarinetten, 2 hobo's, 2 hoorns en 2 fagotten
- 1976 Sonáta, voor hobo en piano
- 1976 Ricordo, voor viool en piano
- 1979 Dialogy, voor dwarsfluit en harp
- 1979 Romance a rondo, voor cello en piano
- 1980 Valse caprice, voor blazerskwintet
- Jeux d'enfants, voor twee hobo's en fagot

### Werken voor piano
- 1978 Allegro giusto, Amoroso, Sostenuto
- Letecká

### Werken voor harp
- 1980 Quattro pezzi

### Werken voor slagwerk
- 1980 Esercizio, voor slagwerk-ensemble

- Bibliothèque nationale de France: cb148401486 (data)
- Gemeinsame Normdatei: 110721498X
- International Standard Name Identifier: 0000 0001 1476 3074
- Library of Congress Control Number: no2014034235
- Nationale Bibliotheek van Letland: 000302453
- Nationale Bibliotheek van Tsjechië: ola200200035
- Nederlandse Thesaurus van Auteursnamen: 387211659
- Virtual International Authority File: 84907885